# San Luis (Pinar del Río)
Pour les articles homonymes, voir San Luis.
Ne doit pas être confondu avec San Luis (Santiago de Cuba).
San Luis est une ville et une municipalité de Cuba dans la province de Pinar del Río.

## Géographie

### Situation
La ville de San Luis est située à 186 km sud-ouest de La Havane et 23 km sud de sa capitale de province Pinar del Río. 
Au sud, la municipalité borde la baie de Cortés, qui ouvre sur le golfe de Batabanó (mer des Caraïbes).

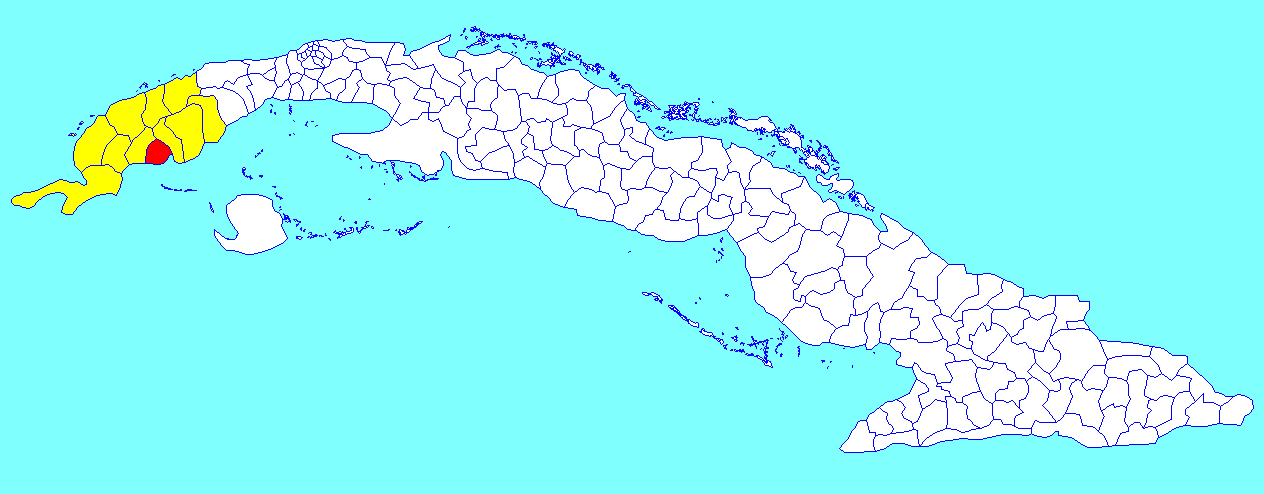
Municipalité de San Luis dans la province de Pinar del Río

### Divisions administratives
La municipalité inclut huit consejos populares :
- Río Feo
- Santa Fe
- Urbano
- Santa María
- Buena Vista
- El Corojo
- El Retiro
- Las Palizadas

## Population
En 2022 la population de la municipalité est estimée à 31 242 habitants. Pour une surface de 325,9 km2, la densité est de 95,85 habitants/km².